# Michal Bláha (politik)
Michal Bláha (* 3. května 1964) je slovenský podnikatel v reklamním průmyslu, za sametové revoluce studentský aktivista a publicista, po revoluci československý poslanec Sněmovny lidu Federálního shromáždění za VPN, později za ODÚ-VPN.

## Biografie
V roce 1989 studoval posledním ročníkem architekturu na Slovenské vysoké škole technické v Bratislavě. V létě roku 1989 sice uvažoval o emigraci a krátce pobýval u příbuzných ve Vídni, pak se ale vrátil. Aktivně se zapojil do průběhu sametové revoluce na škole, vydával studentský list Echo, který navázal na stejnojmennou studentskou tiskovinu z roku 1968. List Echo vycházel i po revoluci, profiloval se protikomunisticky a profederálně. Bláha se angažoval ve VPN a by zařazen na kandidátní listinu hnutí do parlamentních voleb roku 1990.
Po volbách roku 1990 zasedl za VPN do Sněmovny lidu (volební obvod Bratislava). Mandát nabyl až dodatečně v říjnu 1990 poté, co na své křeslo rezignovala poslankyně Emília Vášáryová. Po rozkladu VPN přešel v roce 1991 do poslanecké frakce Občianska demokratická únia-VPN. Ve Federálním shromáždění setrval do voleb roku 1992.
Koncem svého poslaneckého působení potkal v roce 1992 v Praze lidi pracující pro agenturu BBDO. Po odchodu z politiky pak nastoupil do reklamního průmyslu a trvale provozuje reklamní agenturu MARK BBDO v Bratislavě. Roku 2009 se uváděno, že má dvě děti, byl ženatý a bydlel v Bratislavě.